# Lee Kyung-keun
Kyung-keun Lee, 이경근?, campione olimpico di judo ai giochi olimpici di Seoul 1988 (7 novembre 1962), è un ex judoka sudcoreano.

## Palmarès
- Giochi olimpici

Seoul 1988: oro nei 65 kg.
- Mondiali

Seoul 1995: argento nei 65 kg.
- Giochi asiatici

Seoul 1986: oro nei 65kg.